# Descomposición del agua

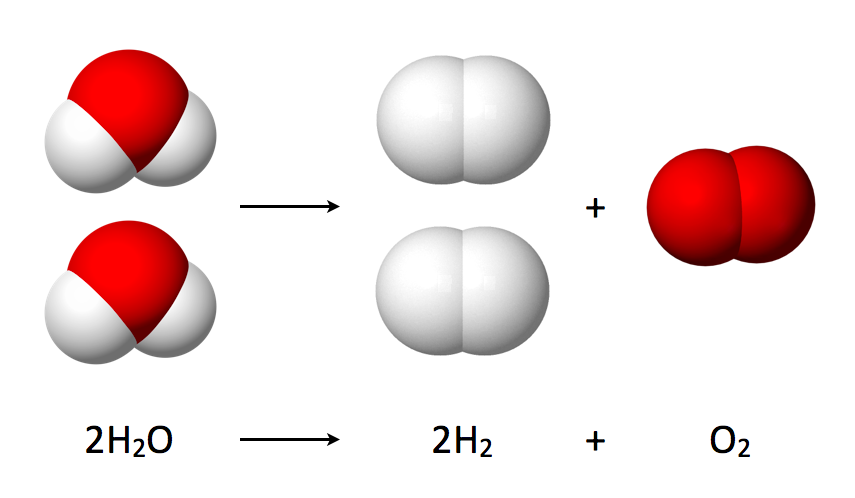
Diagrama del proceso químico de la Electrólisis

Descomposición del agua  es el término general empleado para ciertas reacciones químicas en las cuales el agua es dividida en sus componentes oxígeno e hidrógeno. 
La descomposición del agua mediante electricidad se denomina electrólisis y se practica industrialmente desde principios del siglo XX. Otros métodos de descomposición se encuentran actualmente en desarrollo:
- Termólisis a 2500 °C o superior.
- Fotocatálisis o Fotosíntesis artificial[1]
- Electrólisis de alta temperatura